# Transmigration des âmes
La transmigration des âmes est un concept de philosophie métaphysique et de théologie selon lequel, après la mort généralement, l'âme quitte le corps et trouve une nouvelle enveloppe ou forme d'existence.

## Concept
La transmigration des âmes peut avoir trait à plusieurs théories, telles que la métempsycose ou encore la réincarnation. Selon René Guénon, les doctrines traditionnelles ne confondent pas ces termes. Il définit la transmigration comme « le passage de l’être à d’autres états d’existence, qui sont définis par des conditions entièrement différentes de celles auxquelles est soumise l’individualité humaine ; qui dit transmigration dit essentiellement changement d’état [...] même dans des doctrines hétérodoxes comme le Bouddhisme, il n’est nullement question d’autre chose, en dépit de l’interprétation réincarnationniste qui a cours aujourd'hui parmi les Européens. C’est précisément la vraie doctrine de la transmigration, entendue suivant le sens que lui donne la métaphysique pure, qui permet de réfuter d’une façon absolue et définitive l’idée de réincarnation ; et il n’y a même que sur ce terrain qu'une telle réfutation soit possible ».
René Guénon expose ainsi l'impossibilité métaphysique de l’hypothèse de l'éternel retour : « la Possibilité universelle et totale est nécessairement infinie et ne peut être conçue autrement, car, comprenant tout et ne laissant rien en dehors d’elle, elle ne peut être limitée par rien absolument ; une limitation de la Possibilité universelle, devant lui être extérieure, est proprement et littéralement une impossibilité, c’est-à-dire un pur néant. Or, supposer une répétition au sein de la Possibilité universelle, comme on le fait en admettant qu’il y ait deux possibilités particulières identiques, c’est lui supposer une limitation, car l’infinité exclut toute répétition : il n’y a qu’à l’intérieur d’un ensemble fini qu’on puisse revenir deux fois à un même élément, et encore cet élément ne serait-il rigoureusement le même qu’à la condition que cet ensemble forme un système clos, condition qui n’est jamais réalisée effectivement. Dès lors que l’Univers est vraiment un tout, ou plutôt le Tout absolu, il ne peut y avoir nulle part aucun cycle fermé : deux possibilités identiques ne seraient qu’une seule et même possibilité ; pour qu’elles soient véritablement deux, il faut qu’elles diffèrent par une condition au moins, et alors elles ne sont pas identiques. Rien ne peut jamais revenir au même point, et cela même dans un ensemble qui est seulement indéfini (et non plus infini), comme le monde corporel : pendant qu’on trace un cercle, un déplacement s’effectue, et ainsi le cercle ne se ferme que d’une façon tout illusoire. Ce n’est là qu’une simple analogie, mais elle peut servir pour aider à comprendre que, a fortiori, dans l’existence universelle, le retour à un même état est une impossibilité : dans la Possibilité totale, ces possibilités particulières que sont les états d’existence conditionnés sont nécessairement en multiplicité indéfinie ; nier cela, c’est encore vouloir limiter la Possibilité ; il faut donc l’admettre, sous peine de contradiction, et cela suffit pour que nul être ne puisse repasser deux fois par le même état ».

## Typologie

### Palingénésie
La palingénésie, parfois dite universelle, désigne un retour à la vie de manière périodique. Il s'agit par exemple d'un changement du cadavre en atomes, qui vont dans les végétaux et animaux, qui, à leur tour, meurent après avoir nourri.

### Réincarnation
La réincarnation désigne, stricto sensu, « l'incarnation dans un nouveau corps ». Dans le sens courant, il désigne de manière plus restrictive[réf. nécessaire] le passage d'une âme humaine après la mort du corps physique dans un autre corps humain, voire une autre forme de vie intelligente pour les tenants de l'hypothèse extraterrestre.
Le philosophe néoplatonicien Proclos pensait être la réincarnation du philosophe néopythagoricien Nicomaque de Gérase, selon Marinus (Proclus, p. 159-160). Il estimait la période entre deux réincarnations à 16 ans (selon le pseudo-Jamblique, Theologoumena arithmeticae, p. 52), ce qui confortait sa conviction. D'autres courants de pensée ont porté la durée entre 2 (re)naissances à 256 ans (16*16), en moyenne.

### Métempsycose
La métempsycose se réfère au passage d'une âme dans un autre corps humain ou animal, végétal voire minéral. Apollonios de Tyane, voyant un lion, reconnut là une incarnation du pharaon Amasis (Philostrate l'Athénien, Vie d'Apollonios de Tyane, V, 42). La métempsycose a des conséquences éthiques : respect des êtres vivants, et particulièrement des animaux, végétarisme. Il est souvent utilisé comme synonyme de réincarnation, mais dans un sens plus large.

### Re-naissance
La re-naissance est la transformation des énergies physiques et psychiques chez d'autres êtres, par exemple en partie dans un descendant, un animal, un lama du Tibet, et même avant la mort ; c'est la Punarbhava des bouddhistes.

### Éternel retour
L'éternel retour, comme concept philosophique, désigne la répétition éternelle des mêmes événements au bout d'une longue période ; par exemple, selon les stoïciens, on reverra un Socrate, pas exactement le même, mais un Socrate fait des mêmes éléments refaisant les mêmes choses que fit le Socrate historique.

### Autres pratiques
Il ne faut pas confondre la transmigration des âmes avec d'autres phénomènes ou pratiques, tels que :
- la translation de vie, l'entrée dans un autre corps (parapurakâyapravesha), pouvoir magique des yogins qui fait qu'ils pourraient, vivants, habiter provisoirement ou définitivement, un autre corps humain ou pas (Yoga-sûtra, III, 37). Le maître tibétain Marpa entra, dit-on, dans le cadavre d'un pigeon (Milarepa, La vie de Marpa le Traducteur, XIe siècle, trad. J. Bacot, 1937, p. 70).
- l'expérience de mort imminente (Near Death Experience)
- la pérégrination des âmes ; par exemple, selon les Égyptiens, l'âme, après le décès, monte au ciel...
- la possession, changement de personnalité au cours duquel un homme ou un animal ou une foule, est gouverné par un « esprit » (qu'on se représente comme un démon, l'âme d'un mort ou autre)
- le powha ou transfert de conscience au moment de la mort dans le bouddhisme lamaïste du Tibet[6].
- le voyage astral (Out of Body Experience).

## Utilisations

### Dans l'Antiquité grecque
L'orphisme croit en la palingénésie, plus qu'en la réincarnation ou en la métempsycose. Pythagore, Empédocle et Platon croient en la réincarnation et en la métempsycose.
Les stoïciens défendent l'Éternel retour.

### Dans l'hindouisme
La Bhagavad-Gîtâ (II, 22), fleuron de l'hindouisme, présente ainsi la transmigration des âmes : 
« A la façon d'un homme qui a rejeté des vêtements usagés et en prend d'autres, neufs, l'âme incarnée, rejetant son corps, usé, voyage dans d'autres qui sont neufs. »
Les Upanishad précisent comment se déroulent les différentes transmigrations :

« [Les défunts] devenus vapeurs, ils se transforment en nuage. Devenus nuage, ils se déversent en pluie. Les âmes individuelles naissent en ce monde-ci sous forme de riz, d'orge, d'herbes, de sésame et de légumineuses. Il est difficile de sortir de cet état (de transmigration végétale) ; il faut qu'un homme ou un animal en âge de procréer mange cette nourriture et la rejette sous forme de semence, alors une de ces âmes individuelles reprend une forme humaine ou animale [en tant qu'enfant que cet être vient d'engendrer]. »

— Chandogya Upanishad, V-x-6 (Sama Véda).
Selon Adi Shankaracarya, se basant sur les Upanishad, les hommes qui se sont abstenus de rites religieux, d'actes d'intérêt public et de toute forme de recherche spirituelle se réincarnent en insecte (et non en végétaux), « état [qui] est résumé par les mots “Renais et puis meurs !” » (Chadogya Upanishad, V-x-8), dont la vie est d'une telle brièveté que l'insecte n'a que le temps de croître pour se reproduire et mourir ensuite : c'est une voie à craindre, car il est très difficile dans cet état de retrouver une renaissance humaine ou divine.

### Au Tibet
La transmigration des âmes est une notion de la religion tibétaine bon-po.
Le mot âme n'existe pas dans la langue tibétaine. Il s'agit plutôt de considérer le principe de réincarnation sous l'angle d'un courant de conscience qui se perpétue d'une entité physique (humaine ou animale) vers une autre. De même qu'une photographie d'un être vivant garde une empreinte, une image sans être l'être lui-même. Selon la tradition bouddhiste tibétaine, ce courant de conscience serait la résultante des actes négatifs ou positifs, connue aussi sous le nom de karma.